# Personennamendatei
Personennamendatei (PND) – kartoteka wzorcowa nazw osobowych, stanowiąca element centralnego katalogu Niemieckiej Biblioteki Narodowej (DNB), utrzymywanego wspólnie przez niemieckie i austriackie sieci biblioteczne.
Z końcem kwietnia 2012 dotychczasowe systemy klasyfikacji: Personennamendatei (PND), Schlagwortnormdatei (SWD), Gemeinsame Körperschaftsdatei (GKD) i Einheitssachtitel-Datei des Deutschen Musikarchivs (DMA-EST) włączone zostały do uniwersalnego systemu klasyfikacji Gemeinsame Normdatei (GND).